# Торе Суда
Торе Суда (итал. Torre Suda) је насеље у Италији у округу Лече, региону Апулија.
Према процени из 2011. у насељу је живело 710 становника. Насеље се налази на надморској висини од 13 м.